# Mitsubishi A7M
Mitsubishi A7M Reppū (Japanska: 烈風) var ett japanskt enmotorigt jaktplan som användes under andra världskriget. Planet utvecklades av Mitsubishi för den Kejserliga japanska flottans flygkår som en efterträdare till A6M Zero och flögs första gången 1944. Dess allierade rapporteringsnamn var Sam. A7M var ett enmotorigt lågvingat helmetallplan med ensitsig förarkabin, driven av en Nakajima 18-cylindrig stjärnmotor. Beväpningen bestod av fyra fast monterade vapen i olika kalibrar, två i vardera vinge. Målet med projektet var att överträffa A6M Zero vad gällde hastighet, beväpning, stigförmåga, dykförmåga och manöverförmåga. 
Japans krigssituation mot slutet av stillahavskriget, brist på arbetskraft, material och bombningen av japanska fastlandet fördröjde utvecklingen av planet, och endast 8 exemplar hade tillverkats vid krigsslutet.

## Utveckling
Utvecklingen av planet som skulle ersätta det berömda A6M Zero var tänkt att påbörjas redan 1940, men bristen på en tillräckligt stark motor för att nämnvärt öka prestandan gjorde att utvecklingen sköts upp. Projektet skulle ledas av Jirō Horikoshi, som tidigare lett arbetet med Zero samt skulle komma att utveckla Mitsubishi J2M Raiden. På grund av brist på motor samt att Jirō Horikoshi och hans arbetslag var upptagna med att lösa problem de stött på under utvecklingen av A6M3, inställdes projektet i januari 1941.
I juli 1941, efter att utvecklingen av A6M3 avslutats, startades projektet igen. Projektet fick då namnet Flottans Experimentella Hangarfartygsjaktplan Typ 17 (十七試艦上戦闘機), 17 kom från Shōwa 17, Kejsare Hirohitos sjuttonde år vid makten. Flottan satte följande krav på det nya jaktplanet:
- Maxhastighet på minst 345 knop (638,9 km/h) vid 6 000 meters höjd
- Stigförmåga att nå 6 000 m på maximalt 6 minuter
- Kunna starta från en bana som endast var 80 m lång i motvind på 12 m/s
- Förmågan att flyga minst 67 knop (124, km/h) utan att drabbas av överstegring
- Beväpning på minst två 20 mm akan och två 13,2 mm tskp
- Stridsduglighet minst motsvarig A6M Zero
- Vingbelastning på maximalt 150 kg/m²

Problemet med vilken motor planet skulle utrustas med kvarstod. Eftersom det beräknades att minst 2 000 hk skulle behövas för att A7M skulle kunna möta prestandakraven, fanns det bara två reella motoralternativ. Den ena var Nakajima Homare (av flottan kallad NK9) och den andra var Mitsubishis egna Ha-43 (av flottan kallad MK9). Båda dessa var tvåradiga, 18-cylindriga, luftkylda stjärnmotorer. Mitsubishis Ha-43 var en kraftfullare motor, men Homare var betydligt längre fram i utvecklingsprocessen. Ha-43 var även tyngre och större än Homare, men man räknade med att dess högre effekt skulle överträffa den extra viktens påverkan.
Ingenjörer på Mitsubishi räknade snabbt ut att en kompromiss skulle behöva göras. För att uppnå flottans krav på topphastighet och stigförmåga skulle Ha-43 behöva användas, men dess ökade vikt skulle göra att A7M skulle överstiga den maximala vingbelastningen på 150 kg/m². Trots att Mitsubishi insisterade på att använda dess egna Ha-43, gav flottan till slut order om att A7M skulle utrustas med Homare-motorn, eftersom denna låg cirka ett år före Ha-43 i utvecklingen, och var redo att appliceras.
Beväpningen skulle till en början bestå av två 13,2 mm Typ 3 tunga kulsprutor (300 skott/ksp) samt två 20 mm Typ 99 automatkanoner (200 skott/akan), samtliga monterade i vingarna. Till skillnad från majoriteten av de japanska jaktplanen vid denna tidpunkt skulle A7M utrustas med pansarglas runt cockpit, samt ytterligare pansar kring förarkabinen. Även självförslutande bränsletankar och ett automatiskt brandsläckningssystem skulle inkorporeras. 
Eftersom jaktplanet skulle operera från hangarfartyg skulle vingarna vara fällbara, samt landningsstället förstärkt. 

### A7M1
Den första prototypen, A7M1, utrustad med Nakajimas Homare-motor av modell 22, stod redo 1944 och de första testflygningarna ägde rum i maj. A7M blev ett mycket större plan än sin föregångare, med mycket stor vingbredd. Testflygningarna bekräftade Mitsubishis farhågor: A7M skulle behöva en betydligt kraftfullare motor. Det rapporterades att planet var mycket stabilt i luften, lätt att flyga, hade mycket bra manöverbarhet samt sikt, men topphastigheten och stigförmågan föll långt under kraven. A7M1 kunde endast nå cirka 555 km/h, när kravet var 639, och det tog nästan 10 minuter att nå 6 000 meter, när kravet var 6 minuter.
Det skulle efter undersökningar visa sig att just den Homare-motor som A7M1 hade testats med, inte kunde leverera den tänkta effekten. Detta skulle vara ett vanligt problem för dessa motorer, som i vissa fall, under reella förhållanden, endast gav en effekt på 1 300 hk, när det var menat att vara 2 000. Degenereringen av den japanska industrin på grund av upprepade bombräder, brist på kompetent personal samt akut brist på materialen de använde anses vara anledningen till detta. Exempelvis visade det sig under amerikanska tester efter krigsslutet, att de japanska tändstiften var av mycket låg kvalitet, och med amerikanska tändstift ökade Homare-motorns prestanda markant. Med en annan Homare-motor kunde A7M1 nå 574,1 km/h på 6 190 meters höjd, men detta var fortfarande under de tidigare ställda kraven.
Trots de nedslående resultaten gav flottan order om att utvecklingen av A7M skulle fortsätta, men med Mitsubishis Ha-43-motor, vilket skulle leda till den andra varianten: A7M2.

### A7M2

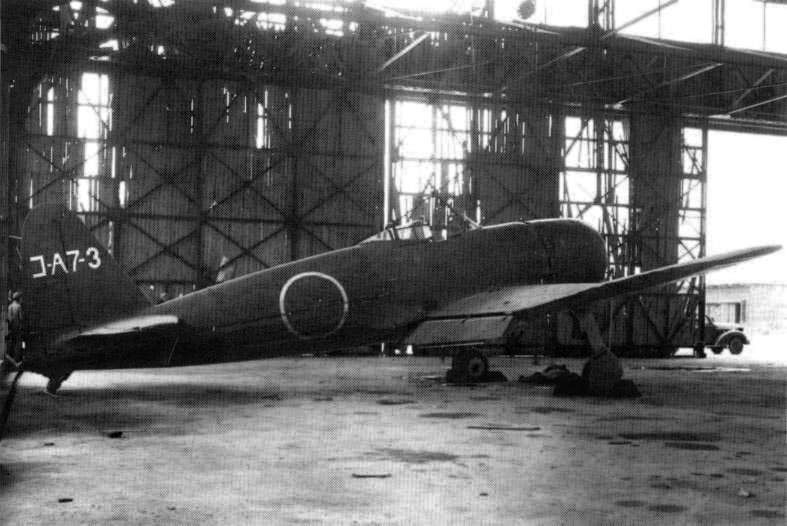
A7M2, fotograferad någon gång 1945

A7M2 var istället utrustad med Ha-43, som hade en effekt på 2 200 hk. Den första prototypen av dessa stod färdig i oktober 1944, och testflygningarna påbörjades den trettonde samma månad. Denna variant hade betydligt bättre prestanda, medan den behöll de bra flygegenskaperna. Topphastigheten kunde nu mätas upp till 624,1 km/h, och 6 000 meter kunde nås på 6 minuter och 5 sekunder. A7M2 testades av flottan och jämfördes med A6M Zero. Under dessa tester visade det sig att A7M hade prestanda som överträffade Zero på samtliga punkter. Chefen för testflygningarna var Akifumi Kofukuda, som prisade planets prestanda och drog slutsatsen att det bör massproduceras snarast möjligt.
Men innan detta hann ske drabbades Japan av den stora jordbävningen i Tōnankai den 7 december 1944. Denna jordbävning utlöste en stor tsunami samt orsakade omfattande skador på personer och infrastruktur. Mitsubishis fabriker som var tänkta att serieproducera A7M samt Ha-43-motorn totalförstördes, vilket omöjliggjorde massproduktion. Vid krigsslutet hade sju prototyper av A7M2 hunnit färdigställas, tre av dessa var A7M1 som modifierats för att utrustas med Ha-43, och endast ett enda serieproduktionsexemplar. Inget av dessa plan hann användas i strid. Det kända japanska flygarässet Saburo Sakai kallades till Nagoya och provflög en av dessa prototyper, han ska ha blivit mycket imponerad av dess prestanda och flygegenskaper. 

### Efter kriget
De överlevande prototypernas öde efter krigsslutet är oklart. Ett av dem kraschade under en testflygning, medan 6 förstördes under amerikanska bombräder. Enligt testflygaren Akifumi Kofukuda bads han strax efter krigsslutet att överlämna de överlevande planen, men svarade upprepade gånger att detta var omöjligt eftersom de redan var totalförstörda. Enligt källor inom Mitsubishi skedde dock en överlämning till de allierade styrkorna, men det finns inga amerikanska dokument som styrker detta.
Precis efter att Japans kapitulation klargjordes, dumpades den enda serieproduktionsvarianten av A7M2 i havet vid en hamn i Nagoya. Detta går dock inte att klargöra eftersom det nu har byggds en pir precis där planet ska ha dumpats.
Enligt andra källor överlevde fyra A7M kriget, men vad som hände med dessa är inte klart.

## Varianter

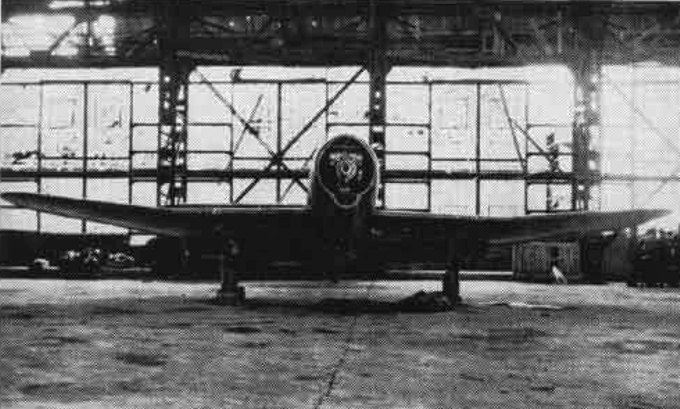
A7M2

- A7M2A7M1 Reppú (烈風) - Initiala varianten, de första prototyperna. Utrustad med en Nakajima Homare modell 22, 2 000 hk. 
  - Maximal hastighet: 574,1 km/h
  - Stigförmåga: cirka 6,94 m/s
  - Beväpning: 2 × 13,2 mm tksp och 2 × 20 mm akan, monterade i vingarna
- A7M2 Reppú (烈風) - Förbättrad variant, motorn utbytt mot Mitsubishi Ha-43, 2 200 hk.
  - Maximal hastighet: 624,1 km/h
  - Stigförmåga: cirka 11,1 m/s
  - Beväpning: 2 × 13,2 mm tksp och 2 × 20 mm akan eller 4 × 20 mm akan, monterade i vingarna
- A7M3 Reppú (烈風) - Föreslagen version med en Mitsubishi Ha-43-motor med ny kompressor, 2 250 hk. En prototyp under konstruktion vid krigsslutet, aldrig färdigställd.Sidovy av A7M
  - Maximal hastighet: 642 km/h

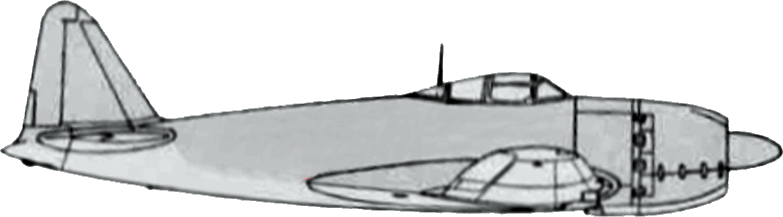
Sidovy av A7M

  - Beväpning: 6 × 20 mm akan, monterade i vingarna
- A7M3-J Reppú-Kai (烈風) - Föreslagen landbaserad version med uppgraderad beväpning. Mitsubishi Ha-43, 2 200 hk. Fullskalig attrapp byggd innan krigsslutet. 
  - Maximal hastighet: 648 km/h
  - Beväpning: 6 × 30 mm typ 5 akan, fyra monterade i vingarna samt två monterade i under flygkroppen.